# Mahir Əliyev
Mahir Əliyev (30 novembre 1966) è un ex calciatore azero, di ruolo attaccante.

## Carriera

### Club
Dopo aver giocato nella terza serie del campionato sovietico, prende parte al campionato di massima serie azero con il Qarabağ.

### Nazionale
Nel 1993 ha giocato l'unica partita della sua carriera con la Nazionale azera.